# 태서 항공
태서 항공은 오스트레일리아의 저가 항공사로 본사는 오스트레일리아 태즈메이니아주 호바트에 위치해 있으며 1965년에 설립했다.

## 보유 기종
- 2011년 11월 현재 태서 항공은 다음과 같은 기종을 사용한다.[1]
- 브리티시 에로스페이스 3107 제트스트림 31-1기
- 파이퍼 PA31-350 치프텐-3기
- 에로 코멘더 500S 시리크 코멘더-1기
- 세스나 U206 스테이션에어-2기
- 세스나 172 스카이훅-4기
- 세스나 A157 에로봇-1기

## 사진

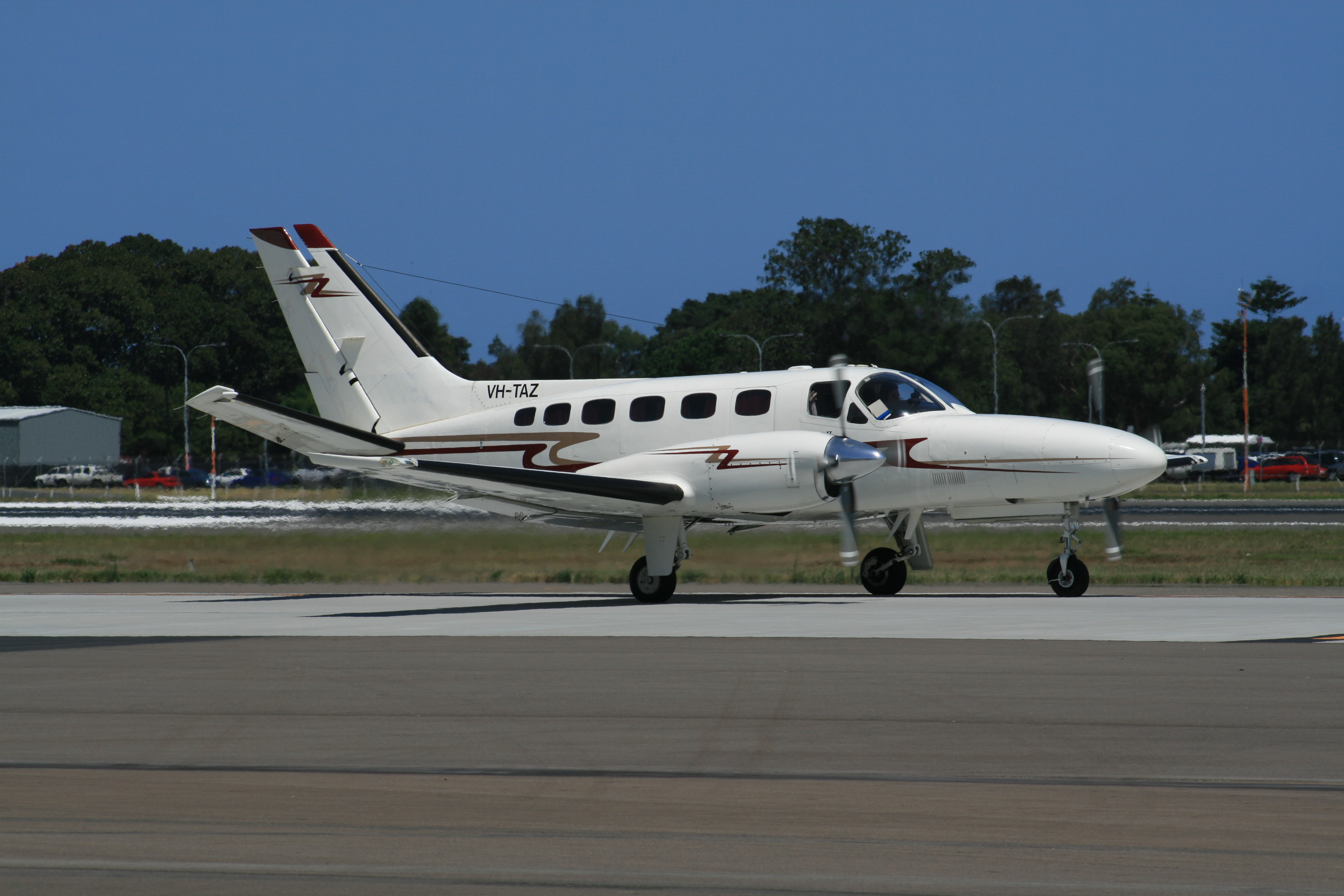
2008년에 찍은 태서 항공 소속 세스나 항공기